# HAL HT-2
Die HAL HT-2 ist ein Schulflugzeug des indischen Herstellers Hindustan Aeronautics.

## Geschichte und Konstruktion
Die HT-2 war das erste in Indien entwickelte und in Serie gegangene motorbetriebene Flugzeug. Konstruiert wurde das Anfängerschulflugzeug von Dr. VM Ghatge dem Chefkonstrukteur von HAL. Das Flugzeug war ein freitragender Tiefdecker mit konventionellem Leitwerk und nicht einziehbarem Spornradfahrwerk. Im Cockpit befanden sich die Sitze des Lehrers und des Schülers hintereinander. Angetrieben wurde die Maschine von einem Cirrus Major III Kolbenmotor mit 116 kW. Später erfolgte teilweise eine Umrüstung der Maschinen auf Lycoming AEIO-320-D2B mit 160 PS da für die Cirrus Major III Motoren nicht mehr genug Ersatzteile zur Verfügung standen. Mehrere Maschinen wurden auch in zivilen Flugschulen eingesetzt.

## Varianten
- HT-2 - Standardausführung
- HT-2L - Spätere Version mit Lycoming-Kolbenmotor

## Militärische Nutzung
Ghana12 Maschinen wurden an die Ghanaische Luftwaffe abgegeben, bei der sie von 1959 bis 1974 im Einsatz standen.
 Indien
- Indische Luftstreitkräfte
- Indische Marine

## Technische Daten
| Kenngröße             | Daten (HT-2)                                         |
| --------------------- | ---------------------------------------------------- |
| Besatzung             | 2                                                    |
| Länge                 | 7,53 m                                               |
| Spannweite            | 10,72 m                                              |
| Höhe                  | 2,72 m                                               |
| Flügelfläche          | 16 m²                                                |
| Flügelstreckung       | 7,2                                                  |
| Leermasse             | 699 kg                                               |
| max. Startmasse       | 1016 kg                                              |
| Reisegeschwindigkeit  | 185 km/h                                             |
| Höchstgeschwindigkeit | 220 km/h                                             |
| Dienstgipfelhöhe      | 4420 m                                               |
| Reichweite            | 640 km                                               |
| Triebwerke            | 1 × Cirrus Major III Kolbenmotor mit 116 kW (158 PS) |